# Pierpaolo Capovilla
Pierpaolo Capovilla (Varese, 18 febbraio 1968) è un cantautore e bassista italiano, fondatore degli One Dimensional Man e de Il Teatro degli Orrori.
Ha svolto anche attività solista e collaborato con numerosi altri gruppi e progetti.

## Biografia
Nato in Lombardia, si trasferisce in Veneto, trascorrendo l'infanzia in un'abitazione di fronte alla chiesa di Santa Cristina di Quinto di Treviso (TV) con i genitori e le due sorelle.

### Carriera musicale
Inizia a suonare all'età di vent'anni.

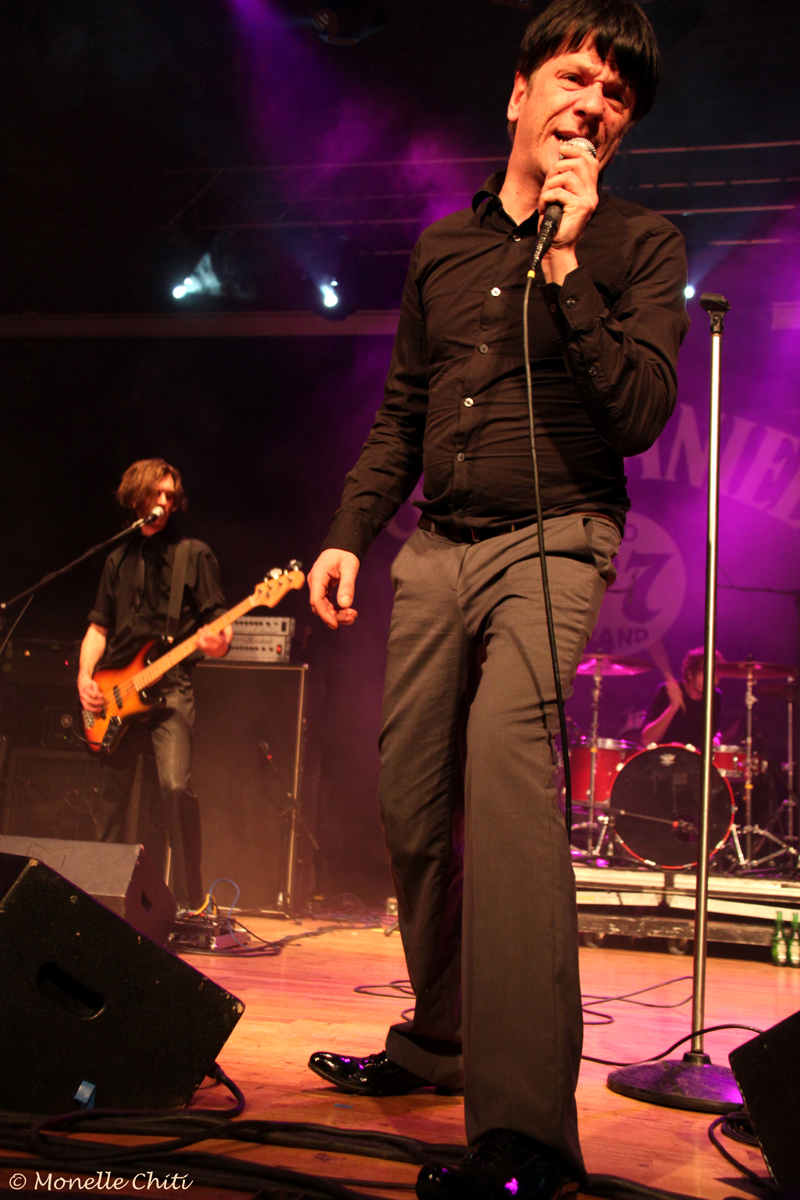
Pierpaolo Capovilla con il Teatro degli Orrori nel 2010.

Nel 1996 ha fondato con Massimo Sartor il gruppo noise rock One Dimensional Man. Con gli ODM, di cui è voce e autore, pubblicherà gli album One Dimensional Man (1997, Wide Records), 1000 Doses of Love (2000, Wide Records), You Kill Me (2001, Gamma Pop/Wallace Records) e Take Me Away (2004, Ghost Records/Midfinger Records), prima di intraprendere una pausa e dedicarsi al progetto Il Teatro degli Orrori.
Nel 2005 infatti, darà vita a una nuova band, chiamata appunto Il Teatro degli Orrori, in cui canta in italiano. Pubblicherà con il TDO gli album Dell'impero delle tenebre (2007), A sangue freddo (2009), Il mondo nuovo (2012) e l'album omonimo Il Teatro Degli Orrori (2015) tutti e quattro per La Tempesta.
Nel frattempo, nel periodo 2010-2011, Capovilla riunisce gli One Dimensional Man, che realizzano il disco A Better Man.
Il 17 aprile 2014 pubblica il videoclip del brano Dove vai, con il quale anticipa l'uscita del suo album solista. Il brano è stato scritto con Giulio Favero e Paki Zennaro, mentre il video è stato diretto da Mauro Lovisetto.
Il 27 maggio 2014 pubblica il suo album discografico d'esordio da solista Obtorto collo, prodotto da Taketo Gohara, su etichetta La Tempesta Dischi.
Nel 2016, insieme a Xabier Iriondo (Afterhours), Eugene S. Robinson (Oxbow) e Franz Valente (anch'egli del Teatro degli Orrori) realizza il progetto Buñuel, che pubblica l'album A Resting Place For Strangers.
Nel 2021 dopo l'annuncio dello scioglimento del Teatro degli Orrori, si dedica ad un nuovo progetto chiamato: Pierpaolo Capovilla e i Cattivi Maestri. La formazione comprende Egle Sommacal (dei Massimo Volume), Fabrizio Baioni (dei LEDA) e Federico Aggio (dei Lucertulas). Il 27 maggio 2022 esce ufficialmente il primo album di debutto dal nome omonimo, su etichetta Sony Music.

### Collaborazioni
Ha collaborato con il rapper Piotta nel brano Odio gli indifferenti, contenuto nell'omonimo album, uscito nel 2012. Sempre nel 2012 co-scrive e duetta con Marina Rei nel brano E mi parli di te, singolo di lancio dell'album La conseguenza naturale dell'errore della cantautrice e polistrumentista romana.
Nel 2013 va in tour con i Nadàr Solo, con cui ha collaborato Il Teatro degli Orrori.
Ha partecipato al disco Indagine su un sentimento dei Tiromancino (2014) come coautore e cantante del brano In una notte di marzo.
Ha partecipato al disco Cuore Nero (2021) dal cantautore perugino Olden cantando nel brano Le nostre vigliacche parole mancanti.

### Altre attività
Nel 2011 Capovilla compie un tour teatrale dove legge testi del poeta russo Vladimir Vladimirovič Majakovskij, accompagnato da Giulio Favero, che cura il sottofondo musicale. Il progetto è un reading musicale in due atti: Eresia socialista e Eresia dell'amore. Da questo reading viene realizzato un DVD, uscito in maggio e pubblicato da Auditorium Edizioni.
Nel 2011 ha partecipato come attore alle riprese de I primi della lista, film di Roan Johnson con protagonista Claudio Santamaria, in cui interpreta il ruolo di un barista.
Nel 2011 viene nominato "Uomo dell'anno" 2010 dal settimanale L'Espresso.
Il 21 febbraio 2012 ha scritto su il manifesto una lettera d'appoggio al giornale, sostenendolo in un periodo di crisi.
Nel 2012 accompagna lo scrittore e musicista torinese Matteo De Simone (cantante e bassista dei Nadàr Solo) in un tour di letture tratte dal romanzo di De Simone Denti guasti, con l'accompagnamento musicale di Daniele Celona.
Nel 2013 si dedica a un reading di Pier Paolo Pasolini dal titolo La religione del mio tempo e costituito da tre atti (Ballata delle Madri, La Religione del mio Tempo e Una Luce).
Capovilla ha recitato inoltre un'introduzione al brano "Argenti Vive" che Caparezza ha proposto durante il tour promozionale dell'album Museica.

## Discografia

### One Dimensional Man
- 1997 – One Dimensional Man (Wide Records)
- 2000 – 1000 Doses of Love (Wide Records)
- 2001 – You Kill Me (Gamma Pop)
- 2004 – Take Me Away (Ghost Records/Midfinger Records)
- 2010 – The Box (La Tempesta International)
- 2011 – A Better Man (La Tempesta International)
- 2018 – You Don't Exist (La Tempesta International)

### Il Teatro degli Orrori
- 2007 – Dell'impero delle tenebre (La Tempesta)
- 2009 – A sangue freddo (La Tempesta)
- 2012 – Il mondo nuovo (La Tempesta)
- 2015 – Il Teatro degli Orrori (La Tempesta)

### Da solista
- 2014 – Obtorto collo (Virgin/La Tempesta)

### Pierpaolo Capovilla e i Cattivi Maestri
- 2022 – Pierpaolo Capovilla e i Cattivi Maestri (Garrincha Dischi/Sony)

### Buñuel
- 2016 – A Resting Place For Strangers (La Tempesta)
- 2018 – The Easy Way Out (La Tempesta International)

### Reading
- 2011 – Eresia: Pierpaolo Capovilla legge Vladimir V. Majakovskij, con fascicolo allegato, Auditorium, ISBN 978-88-86784-76-4

### Partecipazione a compilation
- 2008 – Fallo! in Il Teatro degli Orrori + Zu (split)
- 2009 – Refusenik in Afterhours presentano: Il paese è reale (19 artisti per un paese migliore?)